# Élections constituantes de 1946 dans la Sarthe
Les élections constituantes françaises de 1946 se tiennent le 2 juin. Ce sont les deuxièmes élections constituantes, après le rejet du projet de Constitution française du 19 avril 1946 lors du référendum du 5 mai.

## Mode de scrutin
L'assemblée constituante est composée de 586 sièges pourvus au scrutin proportionnel plurinominal suivant la règle de la plus forte moyenne dans chaque département, sans panachage ni vote préférentiel.
Dans le département de la Sarthe, cinq députés sont à élire.

## Élus
| Député sortant       | Parti | Parti | Député élu ou réélu | Parti | Parti |
| -------------------- | ----- | ----- | ------------------- | ----- | ----- |
| Christian Pineau     |       | SFIO  | Christian Pineau    |       | SFIO  |
| Henri Ledru          |       | SFIO  | Henri Ledru         |       | SFIO  |
| Marie Oyon           |       | SFIO  | Robert Manceau      |       | PCF   |
| Jean Letourneau      |       | MRP   | Jean Letourneau     |       | MRP   |
| Philippe d'Argenlieu |       | PRL   | Amand Duforest      |       | MRP   |

## Résultats

### Résultats à l'échelle du département
| Parti    | Parti    | Tête de liste    | Résultats | Résultats | Sièges |  |
| Parti    | Parti    | Tête de liste    | Voix      | %         |        |  |
| -------- | -------- | ---------------- | --------- | --------- | ------ |  |
|          | MRP      | Jean Letourneau  | 60 511    | 31,22     | 2 1    |  |
|          | SFIO     | Christian Pineau | 58 733    | 30,25     | 2 1    |  |
|          | PCF      | Robert Manceau   | 30 291    | 15,60     | 1 1    |  |
|          | PRL      | Henry Bizot      | 24 968    | 12,81     | 0 1    |  |
|          | RGR      | Marcel Lecorps   | 15 297    | 7,88      | -      |  |
|          | Paysan   | Henri Lasseray   | 4 329     | 2,23      | -      |  |
|          |          |                  |           |           |        |  |
| Inscrits | Inscrits | Inscrits         | 248 260   | 100,00    | 5      |  |
| Votants  | Votants  | Votants          | 199 386   | 80,31     |        |  |
| Exprimés | Exprimés | Exprimés         | 194 129   | 97,36     |        |  |